# Emira Stafford
Emira Stafford (* 30. Oktober 1997) ist eine US-amerikanische Tennisspielerin.

## Karriere
Stafford spielt vorrangig auf der ITF Women’s World Tennis Tour, wo sie aber noch kein Turnier gewinnen konnte.
2022 erhielt sie eine Wildcard für die Qualifikation zu den Makarska Open, wo sie aber bereits in der ersten Runde gegen Ayline Samardžić mit 1:6 und 4:6 verlor. Bei den BBVA Open Internacional de Valencia erhielt sie abermals eine Wildcard für die Qualifikation, wo sie aber nicht antrat.

## Privates
Emira ist die Tochter des Millionärs Tom Stafford und Michelle Stafford. Sie hat einen zwei Jahre älteren Bruder namens Jabari.